# Judibana
Judibana es una ciudad venezolana del área metropolitana de Punto Fijo, capital de la parroquia Judibana, perteneciente al Municipio Los Taques del Estado Falcón.

## Historia
Judibana la mayor parte de su historia ha sido un campo petrolero de diseño vanguardista al servicio de la refinería de Amuay, siendo el primer campo de tipo abierto que hacía la compañía en el país. El proyecto urbanístico de Judibana fue diseñado en 1948 por Skidmore, Owings and Merrill por encargo de la empresa Creole Petroleum Corporation para sustituir al viejo campo petrolero de Adaro en el lado sotavento de la bahía de Amuay, sometido a los vientos contaminantes de la refinería. La fundación de Judibana en 1955 fue conducida en sus primeros años por esta empresa, bajo el control y administración de trabajadores estadounidenses y venezolanos en forma mancomunada hasta el 1 de enero de 1976, cuando sus activos pasaron a formar parte de Lagoven, filial de Petróleos de Venezuela (PDVSA).

## Economía
Sus actividades están estrechamente ligadas a la ciudad de Punto Fijo y al Centro de Refinación de Paraguaná (CRP). Posee dos supermercados, uno de la cadena Bicentenario, que era el antiguo Cada el cual fue sustituido en 2023 por MegaCentro Plaza y otro llamado MegaCentro Hipermercado que era el antiguo Comisariato. También existe una agencia del Banco de Venezuela desde los años 60, además de hoteles y dos centros comerciales.

## Cultura

### Deporte
Judibana cuenta con dos clubes deportivos y recreativos:
Club Judibana
Fue fundado el 12 de octubre de 1952. Este club ofrece su servicio a los trabajadores de PDVSA y los hoteles de Judibana. La infraestructura del club comprende el estadio CRP, estadio del Club Judibana, dos piscinas, salones de fiesta, y varias áreas recreativas.
Club Bahía
Su fundación es posterior a la del Club Judibana. Fue inaugurado en abril de 1962, siendo su primer gerente Miguel Roberto Salas. Sustituyó al Club Adaro de la empresa Creole. Presta los mismos servicios y además cuenta con un auditorio a diferencia del Club Judibana. Posee salones de fiestas y dos piscinas, una grande y otra infantil.

### Educación
Judibana cuenta con 3 institutos de enseñanza primaria, la Unidad Educativa Autónoma (UEA) Simón Bolívar, la Escuela Bolivariana Judibana y la Unidad Educativa Francisco de Miranda.

## Salud

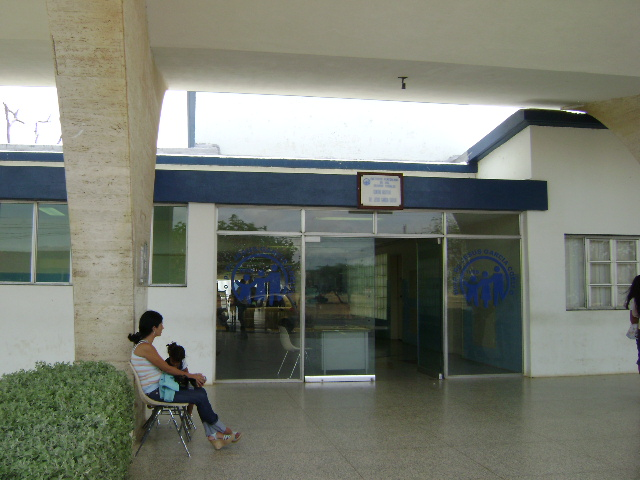
Hospital pediátrico Dr. Jesús García Coello.

Judibana también cuenta con el hospital pediátrico Dr. Jesús García Coello, siendo el único hospital de este tipo en el Estado Falcón. También se encuentra el Centro de Salud Carlos Diez del Ciervo en el sector Campo Médico.

## Sectores y urbanizaciones
- Sector Campo Médico
- Sector Los Bloques
- Urbanización Adaro
- Urbanización Campo Nuevo
- Urbanización La Laguna
- Urbanización Misaray
- Urbanización Pedregal
- Urbanización Terrazas de Amuay